# Нуям
Нуям — река в Восточной Сибири, приток реки Сутам.
Протекает в Якутии по территории Нерюнгринского района. Длина реки — 186 км, площадь водосборного бассейна — 4060 км².

## Данные водного реестра
По данным государственного водного реестра России и геоинформационной системы водохозяйственного районирования территории РФ, подготовленной Федеральным агентством водных ресурсов:
- Бассейновый округ — Ленский;
- Речной бассейн — Лена;
- Речной подбассейн — Алдан;
- Водохозяйственный участок — Учур[3].